# رومن کابون
رومن کابون (انگلیسی: Romain Cabon؛ زادهٔ ۲۴ ژوئن ۱۹۸۷) بازیکن فوتبال اهل فرانسه است.
از باشگاه‌هایی که در آن بازی کرده‌است می‌توان به باشگاه فوتبال استاد برستوا ۲۹ اشاره کرد.